# Buraan
Buraan és una població de l'antiga regió de Sanaag a Somàlia (des de 1991 a Estat de Khaatumo) i després de la regió d'Heylaan del Puntland. El 2007 fou declarada districte de la regió de Boharo dins l'estat autònom del Maakhir. Està reclamada per Somalilàndia. És una de les ciutats que controla el govern de Maakhir el qual té planejat l'obertura d'una universitat en aquesta vila on ja hi ha diverses escoles. A uns 5 km a l'oest es troba la vila de Hill Buraan.
El 1991, després de la caiguda del president Siad Barre, en independitzar-se Somalilàndia, Buraan va quedar al seu territori. Els caps dels clans van acceptar aquesta situació i així va romandre fins al 1999. Els clans de fet tenien el domini sobre el terreny amb minse presència de les forces de Somalilàndia. El 1998 Puntland va incloure la ciutat dins el territori reclamat i el 1999 les milícies majeerteen, amb el suport de la població, del clan warsangeli, emparentat als majeerteen i els dos de la confederació dels darod, es van apoderar dels districtes orientals de Sanaag, incloent Dhahar, Badhan i Las Khorey. El juliol del 2007 els warangeli, cansats de les lluites amb Somalilàndia pels territoris occidentals (territoris que no interessen a aquest clan), van proclamar l'estat de Maakhir. En la divisió administrativa es va crear la regió de Madar amb capital a Dhahar i dividida en diversos districtes, un dels quals és Buraan, que fa funcions de capital regional, ja que Dhahar està en mans de les forces de Puntland.